# Нумансия (кораб)
„Нумансия“ (на испански: Numancia) е първият броненосец (бронирана фрегата) на испанския кралски флот, и първият в света броненосец, извършил успешно околосветско плаване. Корабът е поръчан като част от мащабен проект за възвръщането на Испания в числото на водещите морски държави. „Нумансия“ взема активно участие в Първата тихоокеанска война.